# David Rodigan
David Michael Rodigan (Hannover, 24 giugno 1951) è un disc jockey britannico.

## Biografia
David Rodigan, nato il 24 giugno 1951 nella base militare di Hannover, in Germania, è un DJ radio britannico che si è anche dilettato come selezionatore per il suo sound system. Conosciuto per le sue selezioni di musica Reggae e Dancehall, ha suonato in parecchie stazioni radiofoniche, compresa Radio London, Capital 95.8, Kiss 100 e BFBS Radio 1.
Rodigan iniziò ad appassionarsi alla musica giamaicana guardando un concerto di Millie Small del 1954.
All'età di 15 anni cominciò a suonare alle scuole di ballo e ai club giovanili. Finita la scuola nel 1970, studiò economia e passò in seguito al teatro.
Tra gli anni settanta e ottanta Rodigan lavorò anche come attore e apparve in alcuni programmi televisivi, inclusa una parte nel serial Doctor Who.
Rodigan riscoprì presto la sua passione per la musica, vendendo registrazioni prima a Oxford e poi a Putney, per ottenere in seguito un lavoro a Radio London nel 1978, alternandosi con Tony Williams alla trasmissione del programma Reggae Rockers. Un anno dopo gli fu offerto un posto di lavoro permanente a Capital Radio.
Nel 1990 un cambiamento nel mondo della musica costrinse Rodigan a iniziare un nuovo show per Kiss FM, intitolato Rodigan's Reggae.
Nel 2006 è stato insignito nella Radio Academy Hall of Fame e nel 2009 ha ricevuto il Sony Radio Academy Award.